# Winklarn (Oberpfalz)

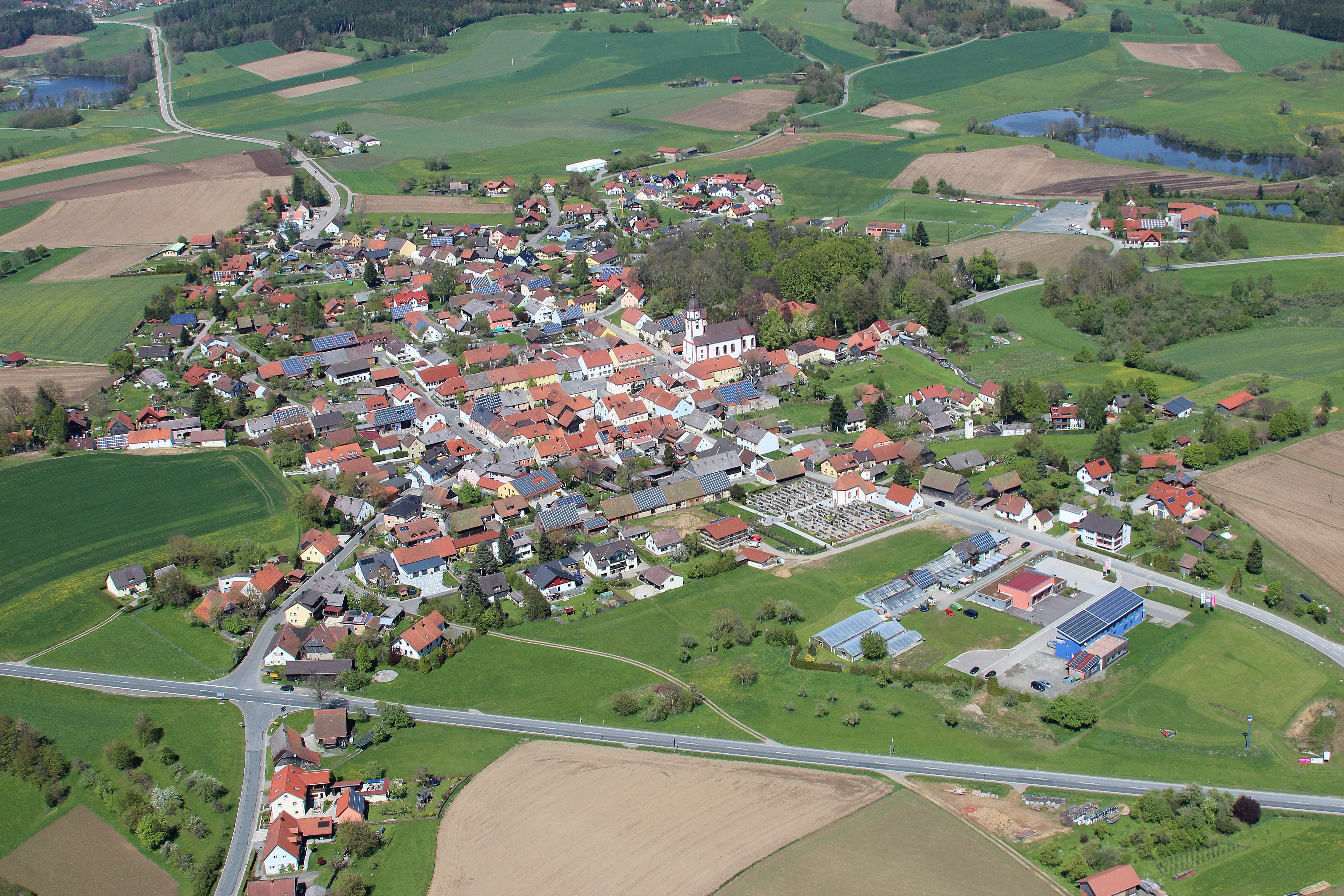
Winklarn (2017)

Winklarn ist ein Markt im Oberpfälzer Landkreis Schwandorf. Er ist Mitglied der Verwaltungsgemeinschaft Oberviechtach.

## Geographie

### Geographische Lage
Winklarn liegt in der Region Oberpfalz-Nord.
Im Norden des Marktes Winklarn liegt bis Schönsee und Weiding (Landkreis Schwandorf) ein großes Waldgebiet, ehemals ein Besitz der Herrschaft Frauenstein. Die höchste Erhebung ist der Signalberg (887 m ü. NHN). Auf dem Frauenstein befindet sich die Burgruine der Burg Frauenstein (Weiding) (835 m ü. NHN).

### Nachbargemeinden
Die Nachbargemeinden (im Uhrzeigersinn) sind: Schönsee, Weiding, Tiefenbach, Rötz, Thanstein, Dieterskirchen und Oberviechtach.
| Oberviechtach 6 km  | Schönsee 10 km                              | Weiding 9 km    |
| Dieterskirchen 7 km | Kompassrose, die auf Nachbargemeinden zeigt | Tiefenbach 7 km |
| Thanstein 5 km      | Rötz 10 km                                  | Tiefenbach 7 km |

### Gemeindegliederung
Die Gemeinde hat 20 Gemeindeteile (in Klammern ist der Siedlungstyp angegeben):
- Aschahof (Weiler)
- Aschamühle (Einöde)
- Buchhof (Einöde)
- Fischerhof (Einöde)
- Forsthof (Dorf)
- Haag (Kirchdorf)
- Haselweiher (Einöde)
- Hundhagermühle (Einöde)
- Krapflhof (Einöde)
- Muschenried (Pfarrdorf)
- Obereppenried (Dorf)
- Pondorf (Kirchdorf)
- Scheibenhaus (Einöde)
- Schneeberg (Kirchdorf)
- Trad (Einöde)
- Untereppenried (Weiler)
- Wastlhof (Einöde)
- Windhals (Weiler)
- Winklarn (Hauptort)
- Zengeröd (Weiler)

Die ehemaligen Orte Steinschleife, Wellenthal und Ziegelhütte lagen allesamt in dem Waldstück zwischen Untereppenried und Hohenthal. Sie wurden vom Staat abgelöst und dem Erdboden gleichgemacht, da dort ein Stausee entstehen sollte. Dieser wurde jedoch nicht realisiert, da 1975 mit dem Eixendorfer See ein viel leistungsfähigerer entstanden war.
Es gibt die Gemarkungen Muschenried, Haag, Pondorf, Zengeröd, Schneeberg, Ober- und Untereppenried und Winklarn.

## Geschichte

### Bis zum 18. Jahrhundert
Der Name des Ortes wurde zum ersten Mal 1249 als „Winkilar“ urkundlich erwähnt. Um das Jahr 1285 wurde er als „Winchlern“ bezeichnet, 1326 als „Wincklarn“ und um das Jahr 1350 schließlich in der heute gültigen Schreibweise des Ortsnamens. Der ursprüngliche Personengruppennamen geht auf den mittelhochdeutschen Begriff „winkel“ zurück, was so viel wie „Winkel, abseits gelegener, verborgener Raum“ bedeutete. Der sich zum Markt entwickelnde Ort lag im Nordgau (Bayern) und war Sitz einer geschlossenen Hofmark, die bis ins 19. Jahrhundert zum Landgericht Neunburg vorm Wald gehörte.
Im Jahre 1527 erhielt Hans Fuchs aus dem einflussreichen fränkischen Adelsgeschlecht der Fuchs von Wallburg Winklarn in Erbuntertänigkeit als Lehen von Kaiser Karl V. Das Adelsgeschlecht der Fuchs ließ in Winklarn ein Schloss bauen, das bis ins 19. Jahrhundert Gerichts- und Verwaltungsmittelpunkt für die erbuntertänigen Herrschaften Winklarn, Reichenstein-Schönsee und die Hofmark Frauenstein war. Seit 1555 (Augsburger Reichs- und Religionsfrieden) waren die Bewohner von Winklarn Anhänger der Lehre des Reformators Martin Luther und für drei Generationen evangelisch-lutherisch.
Während des Dreißigjährigen Krieges (1618–1648) und der Rekatholisierung in Bayern wurden 1634 der Herrschaftsbesitz von Hans Friedrich Fuchs, einem Nachfahren des Geschlechts Fuchs von Wallburg enteignet, als er nicht bereit war, zum römisch-katholischen Glauben zu konvertieren und sich öffentlich taufen zu lassen. Seine Tochter Eva Johanna heiratete Hans Wilhelm Freiherr von Aufseß zu Wüstenstein. In der Folge gehörte Winklarn der Familie von Aufseß, bis Carl Siegmund Graf und Herr von Aufseß die Hofmark 1732 an Johann Friedrich Graf Lanthieri verkaufte. Im Jahre 1742 ging sie an den  kurpfälzischen Gesandten und Minister Johann Bernhard von Francken (1668–1746).

### 19. und 20. Jahrhundert
Karl Wilhelm von Eckart erwarb 1803 während der Säkularisation in Bayern den Besitz von den Grafen von Schönreuth. Ein Großteil der Waldfläche um den Frauenstein gehörte zusammen mit Schloss Bertoldsheim Nachkommen der gräflichen Familie Du Moulin-Eckart, die in männlicher Linie zurückgeht auf den französischen General Charles Dumoulin.
Im Jahre 1818 entstand die heutige politische Gemeinde. 1822 wurde der gesamte Ortskern von Winklarn durch einen Großbrand zerstört. Beim Wiederaufbau wurde der große rechteckige, 134 m lange und 26 m breite Marktplatz angelegt. Das Gräfl. von Eckart’sches Herrschaftsgericht bestand von 1814 bis 1840. Im Revolutionsjahr 1848 wurden auch in Winklarn die Reste der Adelsgerichtsbarkeit  im Königreich Bayern aufgehoben.

### Eingemeindungen
Im Jahr 1945 oder 1946 wurde ein Teil der aufgelösten Gemeinde Nunzenried eingegliedert. Im Zuge der Gebietsreform in Bayern wurden am 1. Januar 1972 die Gemeinden Muschenried, Haag, Schneeberg und Pondorf eingemeindet.

### Religionen
Die Reformation mit dem evangelisch-lutherischen Glaubensbekenntnis des Reformators Martin Luther wurde in Winklarn wie in der übrigen Oberpfalz wahrscheinlich bereits ab 1520 bekannt und 1555 durch den Augsburger Reichs- und Religionsfrieden, dem sich der bayerischen Kurfürst Ottheinrich von Pfalz-Neuburg angeschlossen hatte, auch in Winklarn angenommen. 1628 während des Dreißigjährigen Krieges wurde mit der Rekatholisierung für die Bevölkerung begonnen. Der Herrschaftsinhaber Hans Friedrich Fuchs emigrierte erst nach Regensburg und später nach Nürnberg.
Im Jahre 1635 forderte die Seuche der Pest in Winklarn innerhalb weniger Tage 229 Menschenleben und der heilige Sebastian wurde um Hilfe angerufen. Nach dem Abklingen der Pestepidemie entstand ein Gedenktag an diesen Schutzpatron. Nach einem festlichen Sonntags-Gottesdienst wird eine geschmückte Sebastianstatue in einer Prozession über den Marktplatz von Winklarn getragen.
Winklarn ist heute fast ausschließlich römisch-katholisch. 2002 entstand aus den bisherigen Pfarreien Winklarn und Thanstein die Seelsorgeeinheit Winklarn-Thanstein. Evangelisch-lutherische Gläubige sind der Kirchengemeinde Oberviechtach zugeordnet.

### Einwohnerentwicklung
Zwischen 1988 und 2018 sank die Einwohnerzahl von 1443 auf 1403 um 40 Einwohner bzw. um 2,8 %.
| Jahr      | 1970 | 1987 | 1991 | 1995 | 2000 | 2005 | 2010 | 2015 | 2023 |
| Einwohner | 1530 | 1417 | 1472 | 1484 | 1454 | 1466 | 1437 | 1417 | 1383 |

## Politik

### Gemeinderat
Die Gemeinderatswahlen seit 2014 ergaben folgende Stimmenanteile und Sitzverteilungen:
| Partei/Liste                      | 2020   | 2020   | 2014   | 2014   |
| Partei/Liste                      | %      | Sitze  | %      | Sitze  |
| CSU/Parteilose Wählergemeinschaft | 38,9   | 5      | 42,1   | 5      |
| Wählergruppe Muschenried          | 36,5   | 4      | 24,2   | 3      |
| Wählergruppe Schneeberg           | 24,6   | 3      | 22,7   | 3      |
| Wählergruppe Haag                 | –      | –      | 11,0   | 1      |
| Wahlbeteiligung                   | 78,3 % | 78,3 % | 84,6 % | 84,6 % |

### Bürgermeister
Von 1954 bis 1990 lenkte Bürgermeister Hans Thammer die Geschicke des Marktes.
Unter der Amtszeit seines Nachfolgers Johann (Hans) Sailer wurden die Wasserversorgungsanlagen im Marktgebiet saniert und teilweise neu erbaut sowie die Kläranlagen in Muschenried und Schneeberg errichtet. Seit Mai 2014 ist Sonja Meier die Bürgermeisterin.

### Wappen
| | Blasonierung: „Gespalten von Rot und Silber; vorne ein silberner Zickzackbalken, hinten ein aus dem Spalt hervorbrechender roter Fuchs, der in den Tatzen ein aufrechtes schwarzes Winkelmaß hält; darunter schwebt ein grünes Kleeblatt.“ |
| Wappenbegründung: Das Wappen verbindet Symbole der beiden Adelsgeschlechter von Murach und Fuchs von Wallburg, die im 16. Jahrhundert Herrschaftsbesitzer von Winklarn waren. Winkelmaß und Kleeblatt wurden wahrscheinlich schon im 14. Jahrhundert als Ortszeichen verwendet. Das Kleeblatt trat häufig in alten Dorfsiegeln als bäuerliches Sinnbild auf. Das Winkelmaß war verbunden mit dem Ortsnamen Winklarn. Andreas Georg von Murach hat dieses Wappen dem Markt Winklarn 1577 verliehen. | |

### Gemeindepartnerschaften
Seit dem Jahre 1974 besteht eine Partnerschaft mit der gleichnamigen Gemeinde Winklarn in Niederösterreich (Bezirk Amstetten), welche sich in gegenseitigen Besuchen, mit der Teilnahme an Festen und auch in vielen persönlichen Kontakten ausdrückt.

## Kultur
Im fünfjährlichen Turnus finden in Winklarn Heimatfeste statt. Beim Heimatfest 2011 wurden das 90-jährige Gründungsfest der Landsmannschaft Winklarn/München, das 75-jährige Gründungsfest der Landsmannschaft Winklarn/Nürnberg und das 80-jährige Jubiläum der Blaskapelle Kunschir Winklarn gefeiert.
Im Rahmen eines Unterrichtsprojekts an der Volksschule Winklarn wurde 2004 das Buch Flur- und Kleindenkmale im Bereich der Marktgemeinde Winklarn – Eine Bestandsaufnahme mit Wanderführer herausgegeben.

## Sehenswürdigkeiten
- Pfarrkirche St. Andreas
- Friedhofskirche Maria Himmelfahrt
- Plecherkapelle
- Historischer Marktplatz
- Dokumentationszentrum Hinterglasmalerei
- Kreuzweg am Kalvarienberg an der Straße nach Zengeröd
- Denkmal bei Muschenried zur Erinnerung an die 333 KZ-Opfer der Todesmärsche[12]

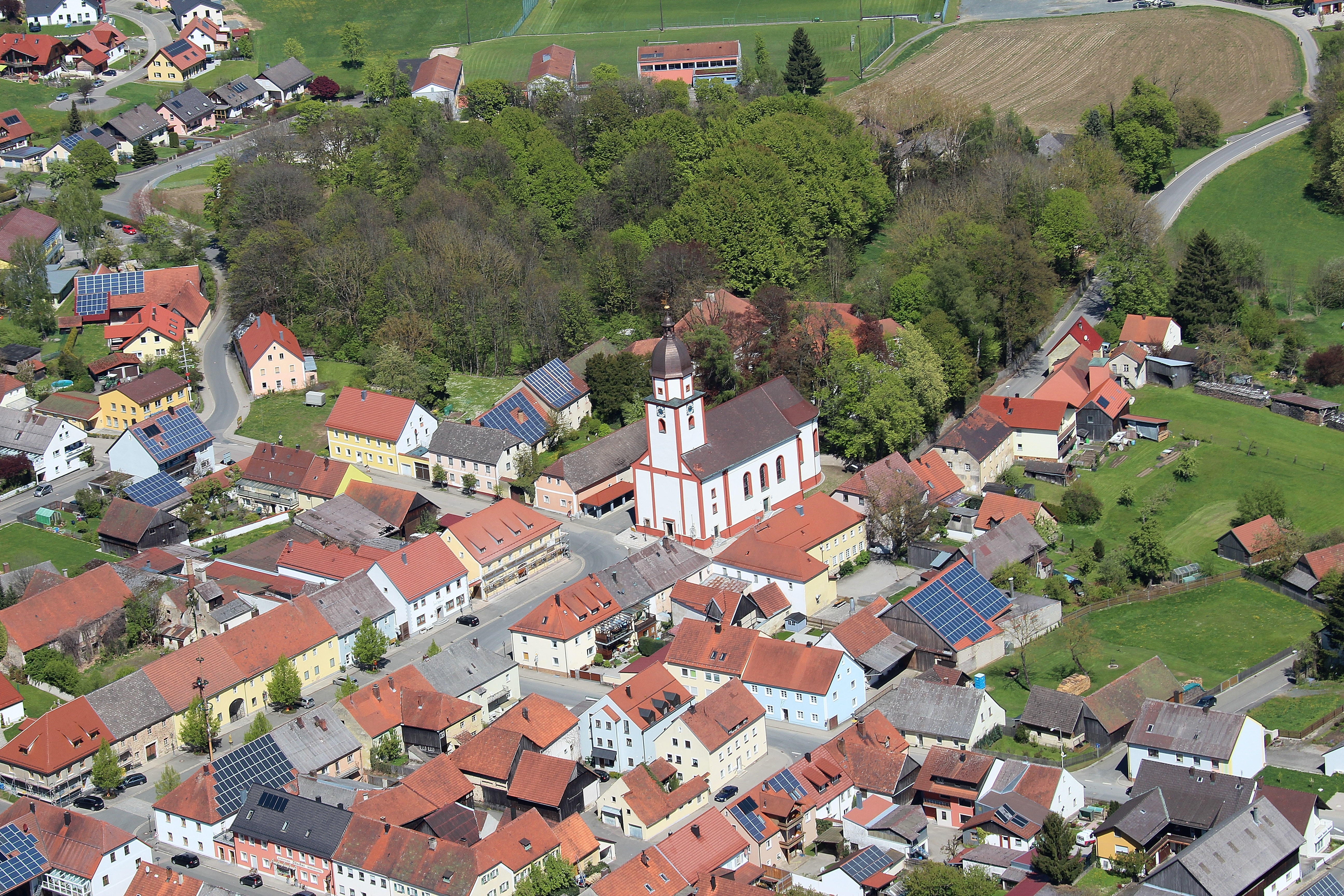
Pfarrkirche St. Andreas, im Hintergrund das Schloss (2017)
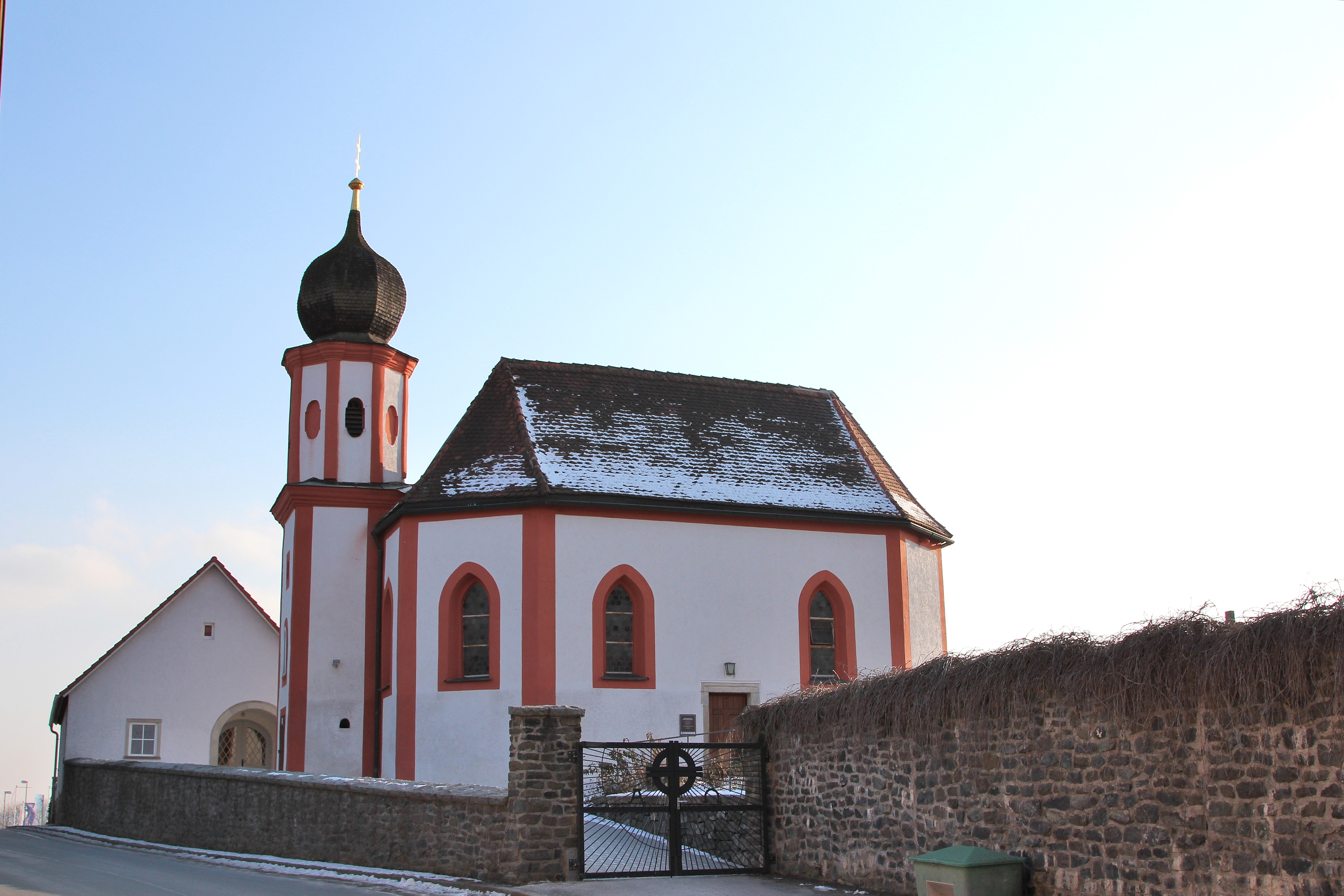
Friedhofskirche Maria Himmelfahrt (2018)
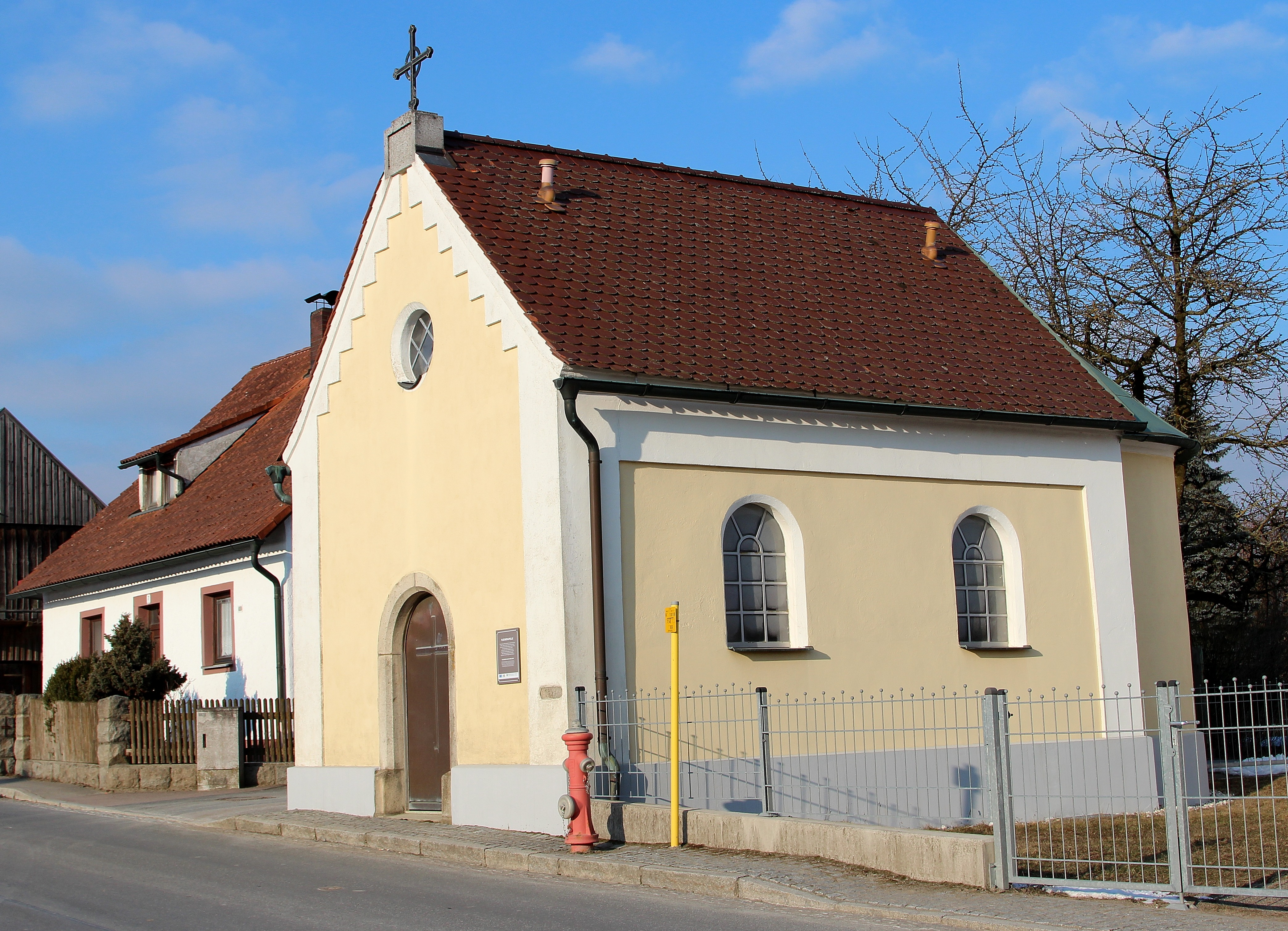
Plecherkapelle (2018)
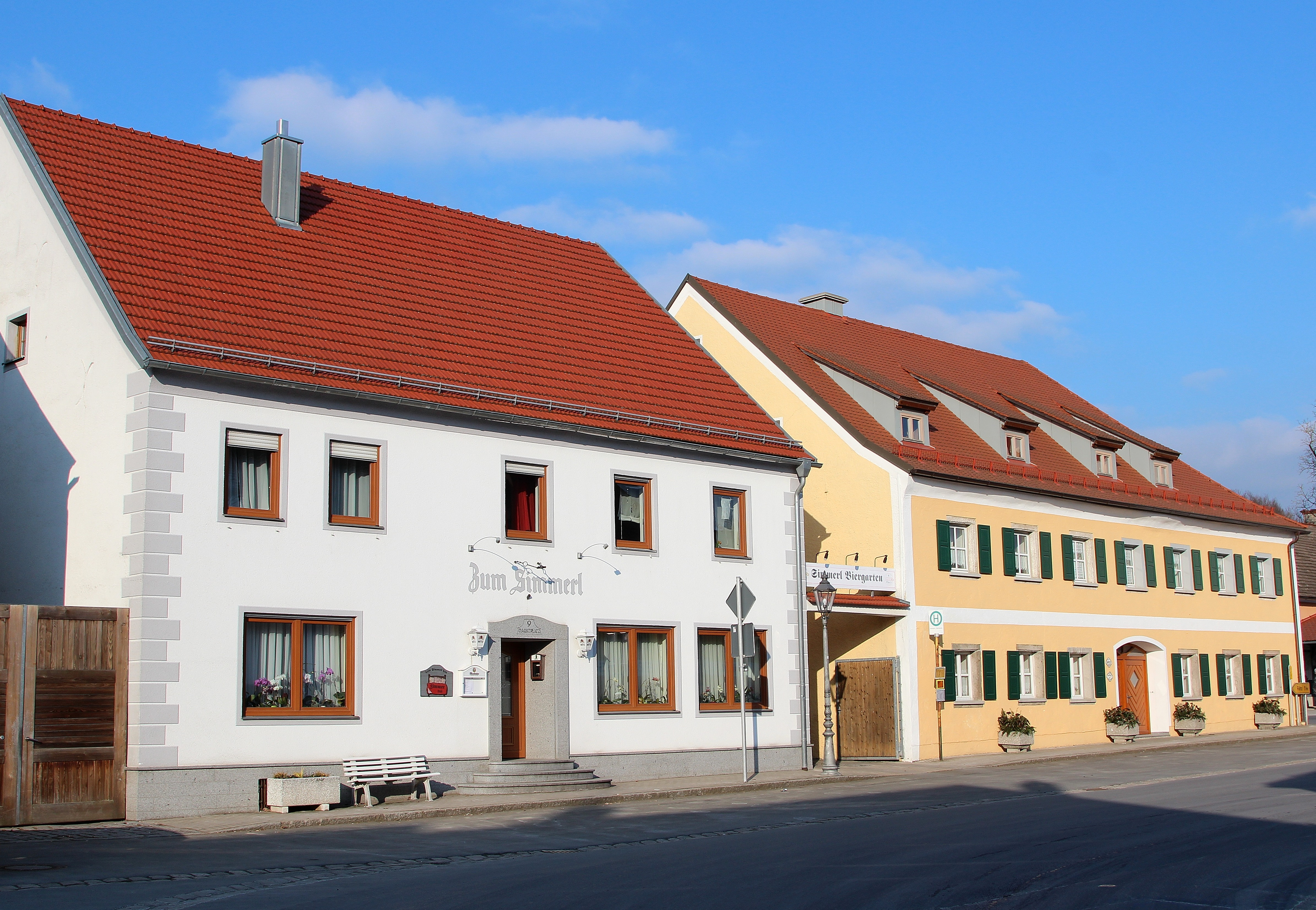
Am Marktplatz (2018)
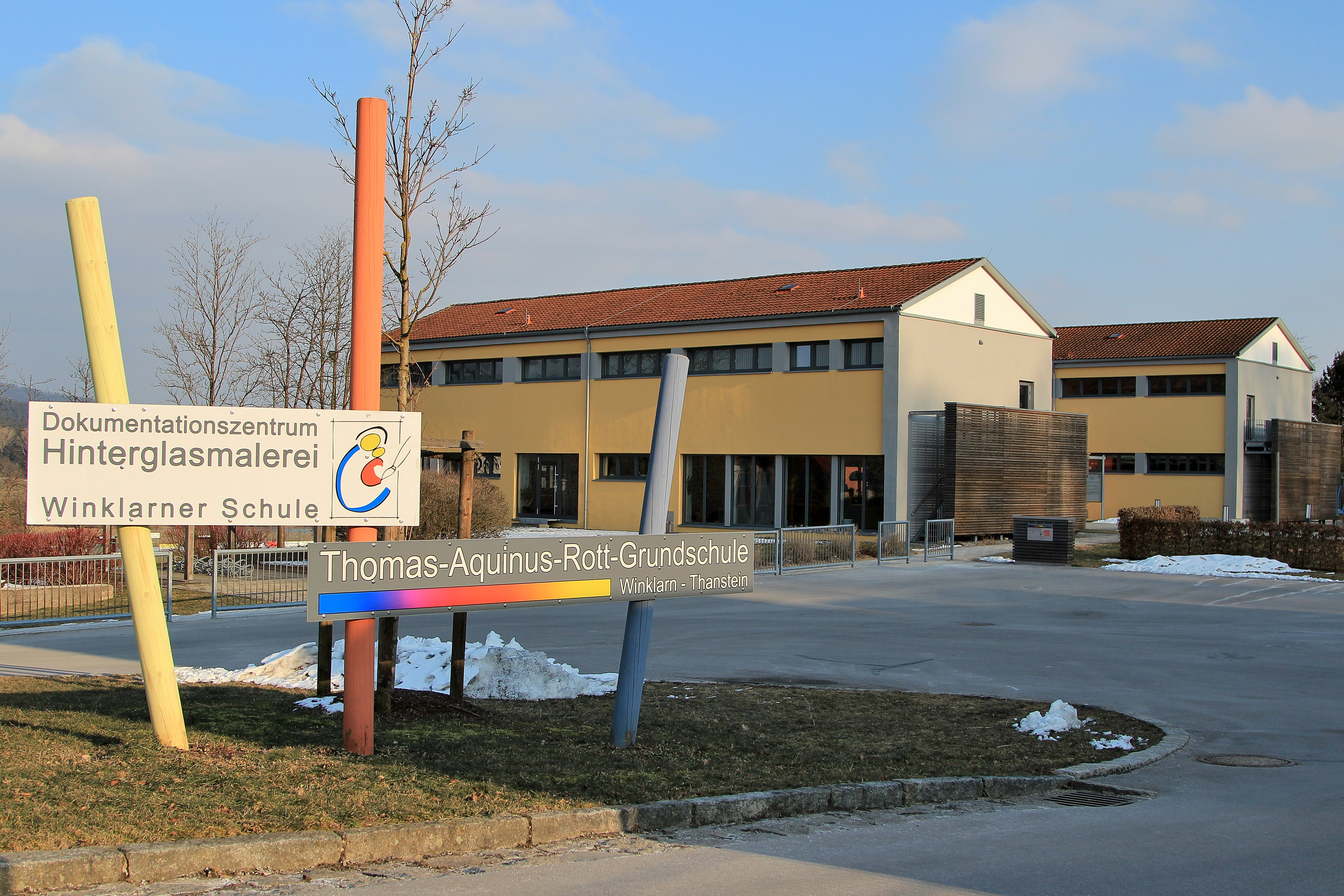
Dokumentationszentrum Hinterglasmalerei (2018)
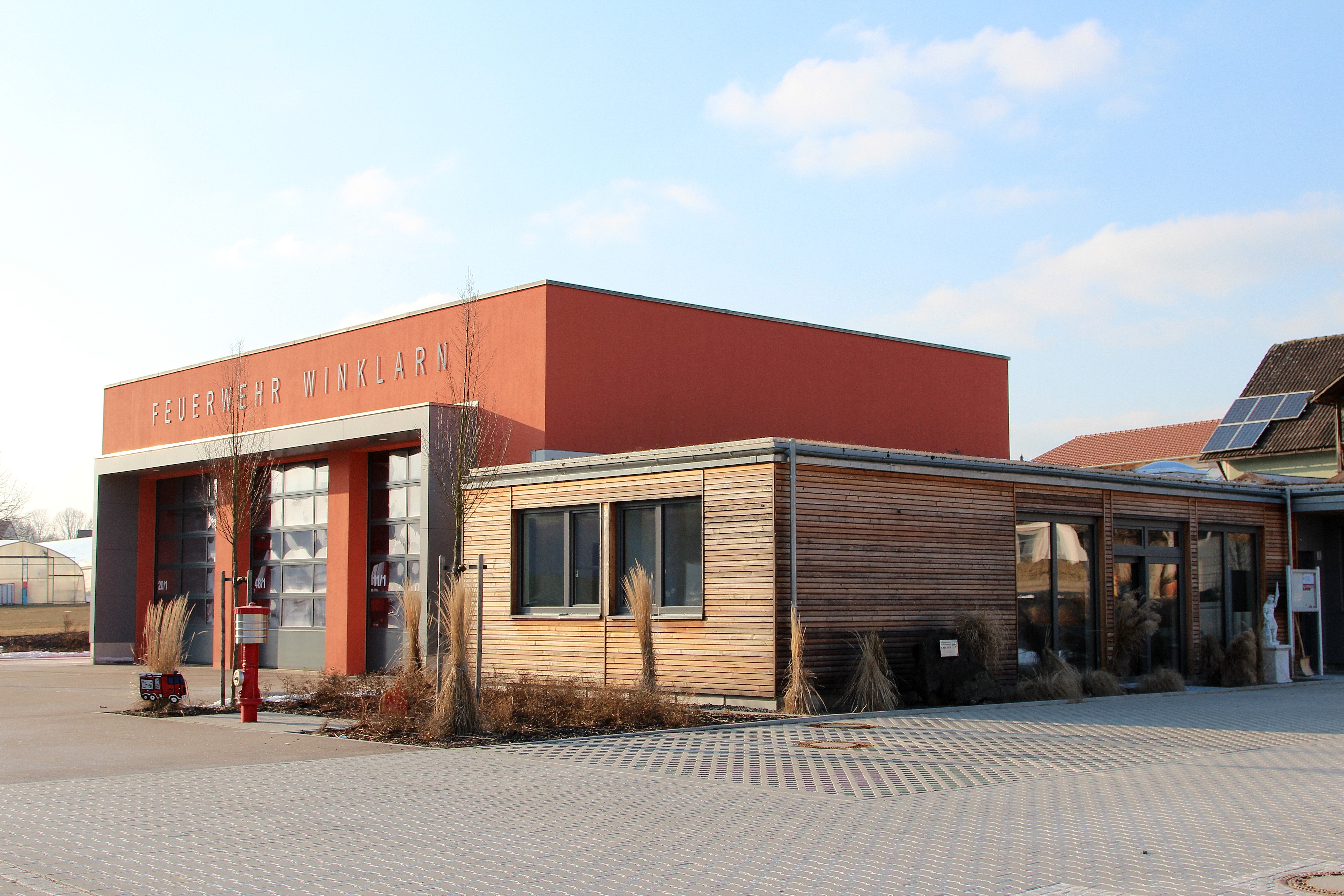
Feuerwehrhaus (2018)

## Wirtschaft und Infrastruktur

### Wirtschaft
Es gab 2014 nach der amtlichen Statistik im Bereich der Land- und Forstwirtschaft keine, im produzierenden Gewerbe 176 und im Bereich Handel, Verkehr, Gastgewerbe 39 sozialversicherungspflichtig Beschäftigte am Arbeitsort. In sonstigen Wirtschaftsbereichen waren am Arbeitsort 25 Personen sozialversicherungspflichtig beschäftigt. Sozialversicherungspflichtig Beschäftigte am Wohnort gab es insgesamt 512. Im verarbeitenden Gewerbe gab es einen, im Bauhauptgewerbe sechs Betriebe. Im Jahr 2010 bestanden 60 landwirtschaftliche Betriebe mit einer landwirtschaftlich genutzten Fläche von insgesamt 1516 ha, davon waren 831 ha Ackerfläche und 681 ha Wiesen und Weiden.
Eines der bedeutendsten Unternehmen in Winklarn ist der Steinbruch der Firma Huber/Rappl, der direkt am südwestlichen Ortsrand von Winklarn liegt.

### Verkehr
Winklarn liegt direkt an der B 22 (Ostmarkstraße) und ist über diese an das Fernstraßennetz angebunden. Die Entfernung zu den nächsten Autobahnanschlussstellen der A 6 (Leuchtenberg) und A 93 (Nabburg) beträgt jeweils ca. 30 km.
Bis zum Jahr 1974 war der Bahnhof in Winklarn am südlichen Ortsrand Schneebergs an die Bahntrasse Nabburg–Schönsee im Personennahverkehr angeschlossen. Nach dem Rückbau der einstigen Bahntrasse Ende der 1980er Jahre befindet sich dort ein Rad- und Wanderweg. Die nächsten Bahnhöfe sind in den jeweils ca. 30 km entfernten Cham und Nabburg.

### Bildung
Bis 1968 war die Volksschule Winklarn im heutigen Rathaus untergebracht. Im Zuge einer Schulrechtsreform wurden ab dem Schuljahr 1969 die bisherigen Volksschulen in Schneeberg und Muschenried, Haag, Irlach und Pondorf in die Volksschule Winklarn eingegliedert. Der Unterricht findet im neu errichteten Gebäude in der Schulstraße statt. Dort werden auch die Kinder der Klassen 5 mit 9 aus den Gemeinden Heinrichskirchen, Kulz und Thanstein unterrichtet.
1976 wurde ein Kindergarten in Winklarn errichtet. Er wird von den Kindern der Gemeinden Winklarn und Thanstein besucht.
Es gibt folgende Einrichtungen (Stand: 2015):
- Ein Kindergarten mit 84 Kindergartenplätze und 75 Kindern
- Eine Volksschule mit sechs Lehrern und 95 Schülern.

Im Jahre 2005 fusionierte die Grundschule Winklarn mit der Grundschule Thanstein. Es wurden jedoch beide Schulstandorte beibehalten. Nachdem bereits seit Anfang der 1990er Jahre aufgrund geringer Schülerzahlen einzelne Hauptschulklassen nach Oberviechtach ausgelagert worden waren, wurde im Zuge einer weiteren Schulrechtsreform seit dem Schuljahr 2006/07 die Hauptschule in Winklarn aufgelöst. Im Schuljahr 2006/07 wurde noch eine sechste Klasse in Winklarn unterrichtet. Die Schüler der Hauptschule des Marktes Winklarn erhalten seither in der Hauptschule in Oberviechtach Unterricht.

## Persönlichkeiten
Ehrenbürger des Marktes sind:
- Bischöflich-Geistlicher Rat Josef Preßl (seit 1. September 1995), der von 1970 bis 2002 Pfarrer von Winklarn und Muschenried war.
- Altbürgermeister Hans Thammer (1927–2003; seit 15. September 1997)
- Josef Spichtinger (1926–1996), Kommunalpolitiker

Weitere Persönlichkeiten, die mit Winklarn in Verbindung stehen:
- Thomas Fuchs von Wallburg († 2. Dezember 1526) Reichshauptmann in Regensburg, erwarb umfangreiche Besitzungen in der Oberpfalz u. a. Winklarn
- Hans Fuchs von Wallburg († 1553), Herrschaftsbesitzer von Winklarn, Reichshauptmann in Regensburg und Pfleger in Cham
- Andreas Georg von Murach († Juni 1585), Herrschaftsbesitzer von Winklarn und Landmarschall der Oberpfalz
- Hans Friedrich Fuchs (* 9. Oktober 1596; † 8. Juni 1641 in Nürnberg), Herrschaftsbesitzer von Winklarn
- Karl Leon Du Moulin-Eckart (* 11. Januar 1900 in München; † 31. März 1991 in Oberviechtach)
- Michel Wagner (* 20. Dezember 1893 in Muschenried; † 3. Dezember 1965 in München), bildender Künstler
- Katharina Gierlach (* 1983 in Würzburg) aufgewachsen in Winklarn, Malerin

In Winklarn befindet sich neben der Kirche das Schloss der gräflichen Familie Du Moulin-Eckart, das von einem kleinen Wald, der die östliche Ortsansicht von Winklarn prägt, umgeben ist. Katharina Eugenie, die einzige Tochter des damaligen Herrschaftsinhabers von Eckart, hatte 1806 den französischen General Du Moulin im Rahmen einer filmreifen Affäre (mit erheblichen diplomatischen Turbulenzen zwischen Bayern und dem napoleonischen Frankreich) geheiratet, und der Familienname Du Moulin-Eckart entstand. Die Familie Du Moulin-Eckart hatte bis 1918 ein Mitbestimmungsrecht bei der Wahl eines Pfarrers in Winklarn durch das Bistum Regensburg und besaß bis 2008 auch das Schloss in Bertoldsheim.